# Limmy
Brian Limond (Glasgow, Escocia, Reino Unido; 20 de octubre de 1974), más conocido por su seudónimo Limmy, es un comediante, actor, director, guionista, escritor y streamer británico. Conocido por crear y protagonizar la serie de comedia Limmy's Show, ganadora de dos premios BAFTA Escoceses.

## Biografía
Brian Limond nació el 20 de octubre de 1974 en Glasgow, Escocia, Reino Unido, y creció en el área de Carnwadric. Tiene un hermano mayor llamado David. Asistió a la escuela primaria de Carnwadric y se graduó de la Universidad Glasgow Caledonian con una licenciatura en tecnología multimedia en 1996.
Trabajó como diseñador web y desarrollador Flash para Black ID, una empresa con sede en Glasgow. Limond fue uno de los cuatro directores de Flammable Jam, una empresa fundada en 2000 por ex empleados de Black ID. Mientras trabajaba en Flammable Jam, se le pidió que contribuyera al libro New Masters of Flash: The 2002 Annual, un libro de aprendizaje para desarrolladores Flash. En 2001, renunció junto con sus compañeros cofundadores Michael Falconer y Donnie Kerrigan y junto a Kerrigan cofundó la empresa Chunk Ideas, que vendió por completo a Kerrigan en 2006 para centrarse en su carrera como comediante.
Limond ha sufrido de depresión, pensamientos suicidas y alcoholismo, sobre los que ha hablado abiertamente en sus redes sociales y en entrevistas. Ha estado absteniéndose del alcohol desde el 7 de junio de 2004.
Limond había estado en una relación con Lynn McGowan desde 2000 y, en enero de 2022, McGowan anunció que se habían separado. Tienen un hijo llamado Daniel que nació en 2010.
Limond es ateo y apoya el independentismo escocés.

## Carrera
Limond comenzó su carrera como comediante en 2002, creando videos para su sitio web Limmy.com.
En 2006, lanzó Limmy's World of Glasgow, un pódcast diario, y la revista escocesa The List clasificó a Limond en el puesto 14 en su lista «Hot 100», que «celebra a las personas que tuvieron el mayor impacto en la vida cultural de Escocia» durante ese año.
En 2007, interpretó a Zack Eastwood en Consolevania y VideoGaiden. 
Limmy's Show, una serie de comedia de seis episodios creada y protagonizada por Limond, se estrenó en BBC Scotland en 2010. En febrero de 2011, BBC Scotland emitió una segunda temporada.
Limmy escribió un piloto para una comedia de situación basada en Falconhoof, un personaje recurrente de Limmy's Show, pero BBC Scotland lo rechazó.
Apareció en The IT Crowd como un cameo en el episodio «The Final Countdown», que se emitió en julio de 2010, como un limpiador de ventanas con un acento de Glasgow exagerado e incomprensible.
En 2014, Limond tuvo un segmento regular en la segunda temporada del programa de noticias satírica Weekly Wipe de Charlie Brooker.
El primer libro de Limond, Daft Wee Stories, fue publicado por Random House en 2015.
Limond actuó cuatro noches en el Auditorio Clyde y una noche en el Hammersmith Apollo en enero de 2016, adaptando material de sus programas de televisión bajo el título de «Limmy Live!» (en español: ¡Limmy en vivo!).
That's Your Lot, su segundo libro, fue lanzado en mayo de 2017.
Un especial llamado Limmy's Homemade Show se emitió en abril de 2018. En abril de 2020, se transmitió una serie de tres episodios basada en el especial.
En 2019, lanzó su tercer libro, Surprisingly Down To Earth, And Very Funny.

## Filmografía
| Año     | Título                        | Rol                       | Notas                                           |
| ------- | ----------------------------- | ------------------------- | ----------------------------------------------- |
| 2007    | Consolevania                  | Zack Eastwood             |                                                 |
| 2007    | VideoGaiden                   | Zack Eastwood             |                                                 |
| 2010    | The IT Crowd                  | Limpiador de ventanas     | Episodio: «The Final Countdown»                 |
| 2010-13 | Limmy's Show                  | Varios personajes         | Creador, escritor, director y animador          |
| 2011    | Charlie Brooker's Screenwipe  | Él mismo                  | Episodio: «2011 Wipe»                           |
| 2014    | Charlie Brooker's Weekly Wipe | Él mismo                  | Cinco episodios                                 |
| 2015    | Pompidou                      | Personal de mantenimiento |                                                 |
| 2018-20 | Limmy's Homemade Show         | Varios personajes         | Creador, escritor, director, productor y editor |
| 2020    | Limmy's Other Stuff           | Él mismo                  | Creador, escritor, director, productor y editor |

## Obras
- Daft Wee Stories (2015).
- That's Your Lot (2017).
- Surprisingly Down To Earth, And Very Funny (2019).

## Premios y distinciones
| Año  | Premio        | Categoría                   | Obra         | Resultado | Ref    |
| ---- | ------------- | --------------------------- | ------------ | --------- | ------ |
| 2011 | BAFTA Escocés | Programa de entretenimiento | Limmy's Show | Ganador   | [ 30 ] |
| 2013 | BAFTA Escocés | Programa de entretenimiento | Limmy's Show | Ganador   | [ 31 ] |